# Corrida Internacional de São Silvestre de 1952
A Corrida Internacional de São Silvestre de 1952 foi a 28ª edição da prova de rua, realizada no dia 31 de dezembro de 1952, no centro da cidade de São Paulo, a largada aconteceu as 23h30m, a prova foi de organização da Cásper Líbero e A Gazeta Esportiva.
O vencedor foi o iugoslavo Franjo Mihalic, com o tempo de 21m38.

## Percurso
Rua da Conceição – Edifício Palácio da Imprensa até o Edifício Palácio da Imprensa – Rua da Conceição, com 7.300 metros.

## Resultados

#### Masculino
- 1º Franjo Mihalic (Iugoslávia) - 21m38s

### Participações
- Participantes: 1629 atletas
- Chegada: 918 atletas.[3]

## Ligações Externas
- Sítio Oficial (em português)